# Jean-Paul Abalo
Jean-Paul Yaovi Abalo Dosseh (ur. 26 czerwca 1975 w Lomé) – togijski piłkarz, obrońca.

## Kariera
Były kapitan reprezentacji Togo. Pierwszym jego klubem w karierze piłkarskiej był OC Agaza, następnie wyjechał do Europy, do FCL Saint-Christophe Châteauroux. W 1995 roku przeniósł się do Amiens SC i tam spędził większą część swojej kariery. Grał tam 10 lat. W 2005 zmienił klub, na USL Dunkerque. Później występował w cypryjskim APOEL-u, gdzie jego trenerem był Jerzy Engel. Następnie, przez jeden sezon bronił barw greckiego Ethnikosu Pireus. Grał też w sudańskim Al-Merreikh oraz we francuskim amatorskim zespole FC Déols. W kadrze debiutował 4 października 1992, w meczu z Algierią. Brał udział w czterech turniejach o Puchar Narodów Afryki.
| Sezon   | Klub                             | Kraj    | Flaga   | Rozgrywki                 | Mecze | Bramki |
| ------- | -------------------------------- | ------- | ------- | ------------------------- | ----- | ------ |
| 1992/93 | OC Agaza                         | Togo    | Togo    | Première Division du Togo | ?     | ?      |
| 1993/94 | FCL Saint-Christophe Châteauroux | Francja | Francja | National 2                | 29    | 1      |
| 1994/95 | FCL Saint-Christophe Châteauroux | Francja | Francja | National 3                | ?     | ?      |
| 1995/96 | Amiens SC                        | Francja | Francja | Division 2                | 24    | 0      |
| 1996/97 | Amiens SC                        | Francja | Francja | Division 2                | 28    | 1      |
| 1997/98 | Amiens SC                        | Francja | Francja | Division 2                | 30    | 0      |
| 1998/99 | Amiens SC                        | Francja | Francja | Division 2                | 12    | 0      |
| 1999/00 | Amiens SC                        | Francja | Francja | Division 2                | 26    | 0      |
| 2000/01 | Amiens SC                        | Francja | Francja | Division 2                | 35    | 1      |
| 2001/02 | Amiens SC                        | Francja | Francja | Division 2                | 34    | 3      |
| 2002/03 | Amiens SC                        | Francja | Francja | Ligue 2                   | 34    | 2      |
| 2003/04 | Amiens SC                        | Francja | Francja | Ligue 2                   | 19    | 0      |
| 2004/05 | Amiens SC                        | Francja | Francja | Ligue 2                   | 31    | 0      |
| 2005/06 | USL Dunkerque                    | Francja | Francja | Ligue 2                   | 4     | 0      |
| 2005/06 | APOEL FC                         | Cypr    | Cypr    | Protathlima A’ Kategorias | 2     | 0      |
| 2006/07 | Ethnikos Pireus                  | Grecja  | Grecja  | Alpha Ethniki             | 9     | 0      |